# José Xavier Ezequiel
José Xavier Ezequiel (Luanda, 1962) é  um escritor português.
Licenciado em Direito pela Universidade de Lisboa, trabalhou como redactor publicitário e jornalista. Foi editor das revistas Tango Lisboa e Status, editor-adjunto da DEMais (Diário Económico), e colaborador da Ícon (O Independente), entre outras publicações.  
Organizou a edição da Obra Completa de Dennis McShade (4 volumes, Assírio & Alvim, 2008-2009) e diversas oficinas literárias e comunidades de leitura. 
Em 2007 publicou o primeiro romance (Fados & Desgarrados, Campo das Letras), reeditado em 2020 pela Arranha-céus/Abysmo com o título de Fadários, editora onde publicou, em 2025, Altermundo, uma aventura tech noir ilustrada por Rui Silvares. 